# رافائل بروکال
رافائل بروکال (انگلیسی: Rafael Berrocal; ۲۴ اوت ۱۹۱۴ – ۸ ژوئن ۱۹۶۹) بازیکن فوتبال اهل اسپانیا بود.